# Dianthus schemaschensis
Dianthus schemaschensis är en nejlikväxtart som beskrevs av Schischkin. Dianthus schemaschensis ingår i släktet nejlikor, och familjen nejlikväxter. Inga underarter finns listade i Catalogue of Life.